# Bomba injectora
Una Bomba injectora "o bomba d'injecció" és un dispositiu capaç d'elevar la pressió d'un fluid, generalment present en els sistemes d'Injecció de combustible com el gasoil (Motors Dièsel) o també gasolina (Motors Otto), fins a un nivell prou elevat perquè en ser injectat en el motor quedi prou polvoritzat, condició imprescindible per a la seva inflamació espontània (fonament del cicle del Motor dièsel), gràcies a l'elevada temperatura d'autocombustió.
Les bombes d'injecció dels actuals sistemes que alimenten la injecció electrònica dels motors Otto tenen una pressió de funcionament molt inferior a les bombes d'injecció per a motors Dièsel.
A part d'apujar la pressió a valors adients, la bomba d'injecció distribueix el combustible als diferents cilindres en funció de l'ordre de funcionament dels mateixos (ex. 1-3-4-2 en els 4 cilindres). Bàsicament han existit dos tipus de bombes per motor dièsel: Les bombes en línia i les bombes rotatives.

## Funcionament

### Bombes d'injecció en línia

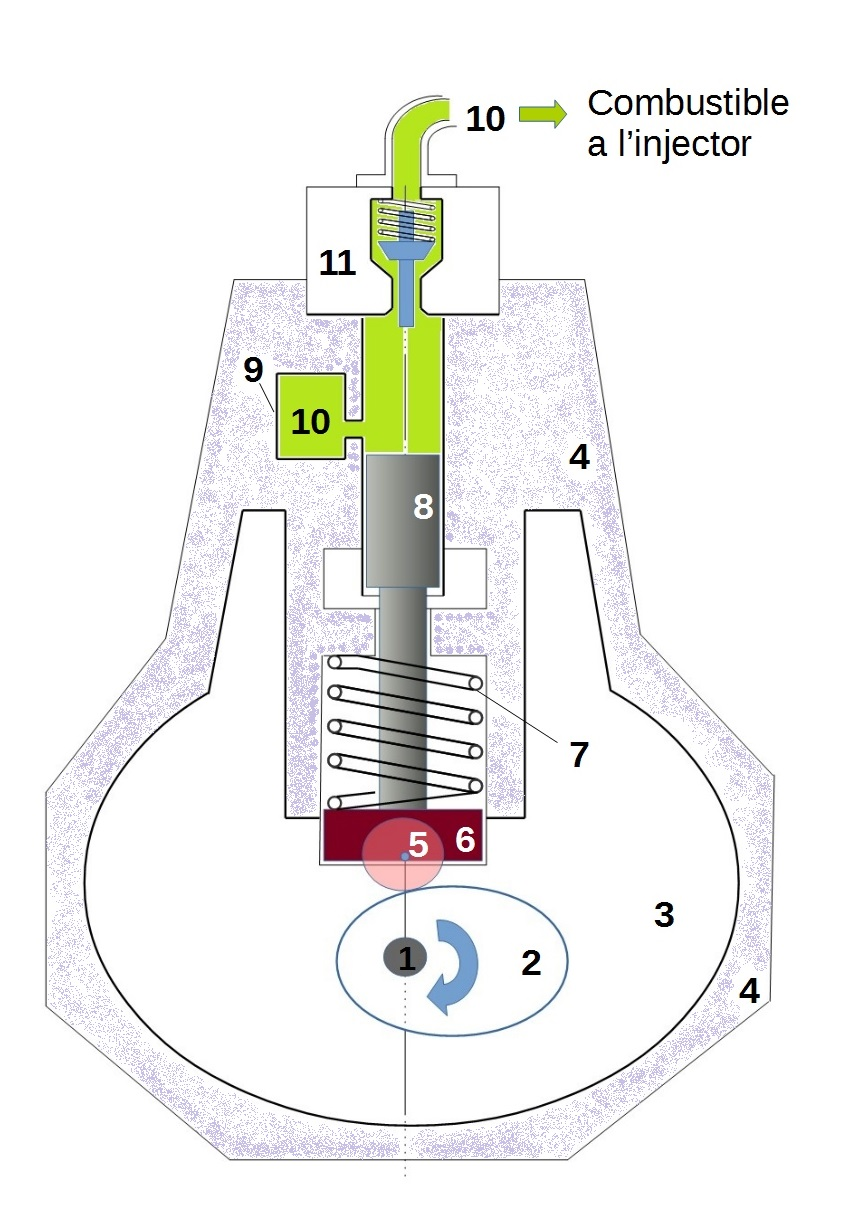
Figura 1. Esquema bàsic secció transversal bomba d'injecció lineal.

Funcionament (Mireu figura 1)

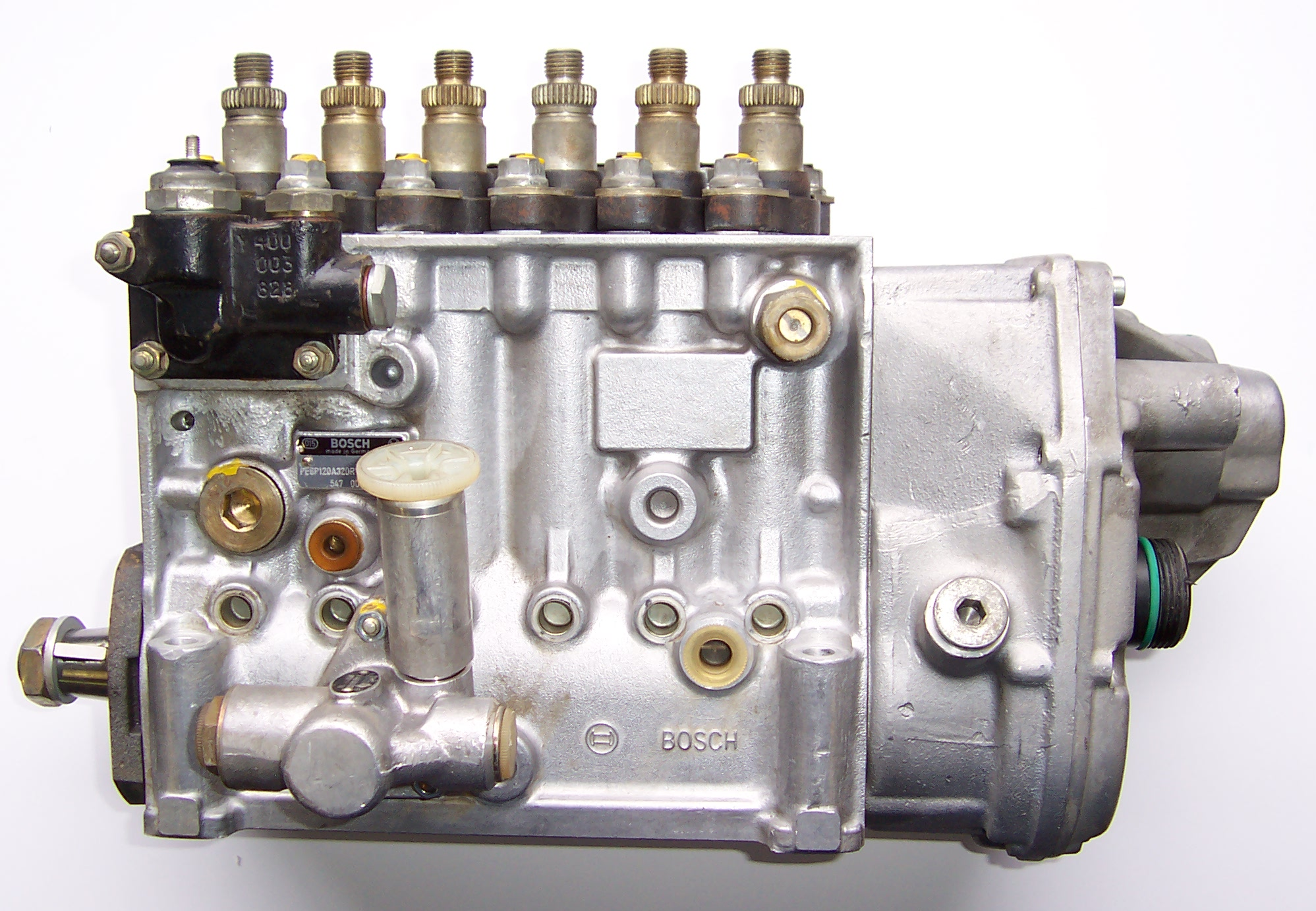
Figura 2. Bomba en línia Bosch.
Vista lateral. Sis vàlvules de regulació de pressió que envien combustibles a sis injectors, cadascun actuant a una cambra de combustió.

La bomba rep el moviment des del motor generalment a través d'un accionament com la distribució, de forma tal que gira sincronitzada amb ell. En les bombes en línia, existeix un èmbol de cabal per a cada cilindre. Els èmbols són accionats mitjançant un arbre de lleves intern de la bomba (1), en l'ordre d'encesa del motor. Els èmbols (8) tenen un volum d'impulsió constant. El volum d'impulsió solament es pot modificar a través de la lleva (2), que modifica la cursa del pistó. El cabal destinat als injectors es regula mitjançant el gir simultani dels èmbols mitjançant l'acció d'una cremallera, amb la qual cosa queda descobert el canal de descàrrega de pressió abans o després, dosificant el temps que dura la injecció a través del temps que dura la impulsió de combustible. (No representat al dibuix).
El gasoli (10) aixeca la vàlvula (11) quan supera una certa pressió. El temps durant el qual roman aixecada la vàlvula depèn del mecanisme de cremallera que gira el pistó i fa que la pressió disminueixi ràpidament per la comunicació del cilindre amb el conducte d'alimentació (9). Mentre la vàlvula (11) està aixecada surt un cabal de combustible que fa funcionar l'injector.
Tots els èmbols s'alimenten d'un conducte comú elaborat en el cos de la bomba (9). L'alimentació de la bomba d'injecció arriba pressuritzada per altra petita bomba que fa circular el combustible, situada entre el dipòsit i la bomba d'injecció.
Noteu que el cos de la bomba (4) cal que tingui unes dimensions i propietats mecàniques que permetin suportar grans pressions de funcionament.

#### Ús de les bombes lineals
Les bombes en línia són més antigues que les rotatives però segueixen sent les més emprades en grans motors d'equips i vehicles pesants. És a dir, motors dels quals hom valora més la robustesa, vida útil i estabilitat que la seva rapidesa i agilitat.
Exemples: Transport rodat. Locomotores de ferrocarril. Vaixells. Vehicles agrícoles. Motors estàtics.
Les bombes lineals tenen el desavantatge pel que fa a altres tipus de bombes que són més pesades, voluminoses i que no poden girar a altes revolucions.

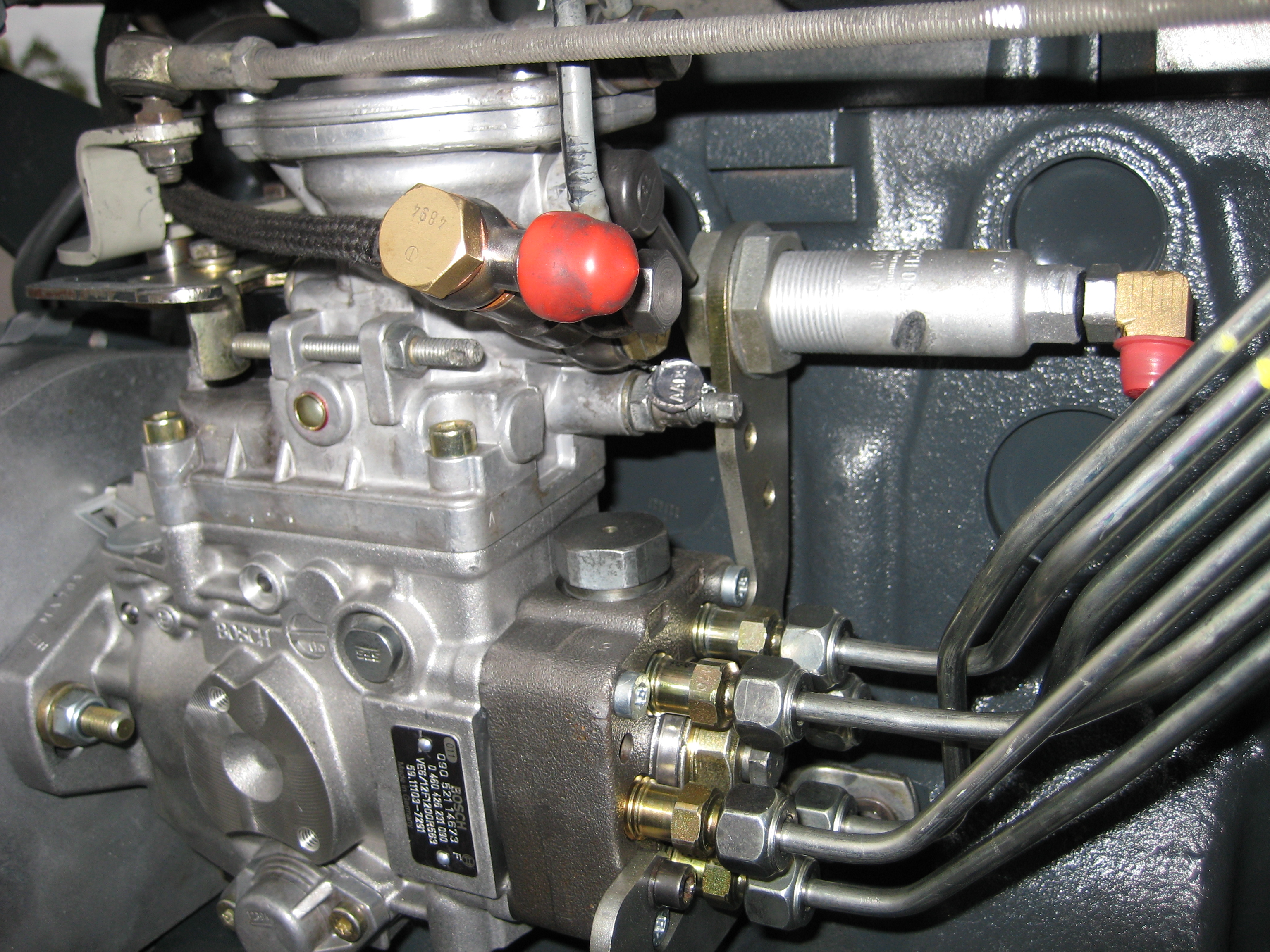
Bomba rotativa Bosch per a motor turbo,s'aprecien les canonades d'alta pressió

## Seguretat
A causa de la necessitat d'una injecció eficaç en un entorn d'alta pressió, la bomba desenvolupa una gran pressió, típicament de 100 MPa o més en sistemes més nous. Aquesta és una bona raó per tenir molta cura en treballar en sistemes dièsel; les fuites de combustible a aquest nivell de pressió pot penetrar fàcilment a la pell i la roba, i ser injectat en teixits corporals amb conseqüències mèdiques greus.
Les mesures preventives que s'han d'adoptar quan es treballa amb fluids a alta pressió són les següents:
- Revisar l'estat de les mànegues i tubs flexibles i evitar el contacte amb arestes i cantells vius durant la seva utilització.
- No situar mai la mà davant una vàlvula o un injector, fins i tot estant protegida amb un drap o guants, quan la instal·lació a la qual van connectats es trobi sota pressió.
- No desmuntar mai un equip, sense assegurar-se que ha estat anul·lada la pressió.[1]